# Якубов (округ Малацки)
Якубов (словац. Jakubov) — село, громада округу Малацки, Братиславський край, південно-західна Словаччина, регіон Загоріє. Кадастрова площа громади — 20,86 км².
Населення 1627 осіб (станом на 31 грудня 2017 року).

## Історія
Якубов згадується в 1460 році.

## Географія
Протікають Танчибоцький потік і Зогорський канал.

## Населення
| Рік:            | 1994. | 2004.   | 2014.    | 2024.    |
| --------------- | ----- | ------- | -------- | -------- |
| Кількість осіб: | 1290  | 1376    | 1592     | 1815     |
| Різниця:        |       | +6,66 % | +15,69 % | +14,00 % |

| Рік:            | 2023. | 2024.   |
| --------------- | ----- | ------- |
| Кількість осіб: | 1799  | 1815    |
| Різниця:        |       | +0,88 % |